# Reimoso
Reimoso ou carregado segundo a cultura popular brasileira,  é denominação dada a alguns alimentos que "fazem mal" aos doentes.
Carne de porco e derivados, carneiro, jacaré, pato, crustáceos em geral, ovo e até melancia são considerados reimosos. Sendo que esta classificação pode mudar de acordo com cada região, um indício de que o conceito não atende ao rigor científico.
Alimento reimoso deriva de uma expressão antiga, ligada à sabedoria popular. Ainda bastante utilizado no Norte e Nordeste brasileiro, o termo define alimentos que podem provocar inflamação por reação alérgica e até atrapalhar na cicatrização de um ferimento.
Também chamados de "alimentos carregados", o que os reimosos costumam ter em comum é a alta concentração de proteína e gordura animal. "O que o povo chama de reima talvez seja um alergênico, que provoca reações em determinadas pessoas: coceira, diarreia e até intoxicações mais sérias em pacientes alérgicos", afirma Maria Lúcia Barreto Sá, nutricionista da Universidade Estadual do Ceará.
Isso significaria que alimentos reimosos não fariam mal a qualquer pessoa, e sim aos predispostos a terem reações alérgicas, ao contrário do que crê a sabedoria popular.
É interessante que o conceito de reimoso ainda sobreviva paralelamente ao de alergia alimentar, sustentado principalmente pela diferença de funcionamento quanto ao estado de saúde da pessoa considerada. 
Diferentemente do alimento portador de alergênico, que afetaria a pessoa independentemente do estado de saúde, o alimento reimoso é tido como prejudicial apenas em determinadas condições do sujeito em questão, em especial estados físicos de fragilidade.
Notadamente doenças infecciosas ou ferimentos sujeitos a infeções. De acordo com a pesquisadora Alpina Begossi, "tabus alimentares talvez tenham origem indígena, difundidos possivelmente pelos colonizadores portugueses".
Embora por vezes o assunto é visto como tabu alimentar pela classe médica, de fato, alguns médicos realmente não recomendam os alimentos tidos como reimosos aos seus pacientes no pós-operatório, ou que estão com sua imunidade baixa. 
No entanto, isto ocorre pelo simples fato do médico não ter certeza de uma reação alérgica do paciente. Um simples teste de alergia acabaria com o medo de um recém operado saborear um bom caranguejo.
O adjetivo "reimoso", em si, pode ter outros sentidos: significa não só qualquer coisa que faz mal ao sangue, como pessoas rabugentas e mal-humoradas. 'Reima' é uma variante de 'reuma', que vem do grego e está também na raiz da palavra reumatismo, pois queria dizer originalmente corrimento ou catarro.
Casher
Existe uma relação semelhante entre os alimentos'reimosos (ou simplesmente remosos, no Pará) com os alimentos trêif, (impuros, do hebraico) descritos na literatura judaica: como, por exemplo, peixes de pele, ( sem escamas) frutos do mar, porco, cavalo, a maioria das caças, detritívoros e animais não-herbívoros em geral — enquanto o ideal seriam as refeições casher (corretas).
No caso dos peixes vistos como impuros, talvez venha da tradição religiosa,  Levítico 11:9 “Podereis comer de tudo o que vive nas águas, seja nos mares ou nos rios, desde que tenha nadadeiras e escamas”
Algumas das diferenças, entre outras, é que um artigo casher pode deixar de sê-lo se o abate ou preparo não forem corretos sob a ótica religiosa; que dois alimentos casher combinados, como, por exemplo, carne bovina junto com qualquer qualquer derivado do leite, também perdem sua categoria e a vedação a ingerir sangue, até mesmo em carnes mal-passadas. Não é possível saber se a tradição religiosa influenciou a cultura popular ou por misto de ambos — o sabido é que a colonização judaica no Norte e no Nordeste é secular, podendo advir daí o costume.